# Stefan Baron
Stefan John Baron, född 1 juli 1958 i Solna församling i Stockholms län
, är en svensk producent, regiassistent och TV-man.
Stefan Baron har efter Norra Latin studerat vid Kungliga Tekniska högskolan och Stockholms universitet.
Han kom 1988 till Sveriges Television, där han innehaft olika redaktörs- och chefsposter bland annat inom drama. Han var senare chef för programinköp. Under 2003 sjösatte SVT en ny organisation som bland annat innebar sex nya poster som genrechefer. Baron utsågs till genrechef för underhållning.
År 2007 utsågs han till chef för SVT Drama i Stockholm, ett uppdrag han hade fram till den 1 juli 2012.  Där arbetade han med produktioner som Tre kärlekar, Den goda viljan, Ebba och Didrik, Äkta människor och Bron. Från 2012 var han  finansansvarig för samproduktioner inom drama. 
I april 2014 lämnade han SVT för tjänsten som chef för internationella samproduktioner och exekutiv producent på Nice Drama hos MTG-ägda Nice Entertainment Group i Stockholm. Från den 1 december 2018 arbetade han istället på konkurrenten Yellow Bird som "head of business affairs" och exekutiv producent för att hjälpa detta bolag i dess expansion.